# Thanakhan Chaiyasombat
Thanakhan Chaiyasombat, né le 26 juin 1999, est un coureur cycliste thaïlandais. Il est membre de l'équipe Thailand Continental.

## Biographie
Chez les juniors (moins de 19 ans), Thanakhan Chaiyasombat représente son pays lors des championnats du monde. Il effectue également un stage au Centre mondial du cyclisme en 2017. 
En juillet 2018, il rejoint l'équipe Thailand Continental. Peu de temps après, il se distingue en remportant une étape du Tour de Singkarak,.

## Palmarès et résultats

### Palmarès par année
- 2016
  - 3e du Tour d'Okinawa juniors
- 2017
  - Martigny-Mauvoisin juniors
  -  Médaillé de bronze du championnat d'Asie de course aux points juniors
- 2018
  - 4e étape du Tour de Singkarak
- 2019
  -  Médaillé d'or de la course en ligne par équipes aux Jeux d'Asie du Sud-Est
  -  Médaillé d'argent du contre-la-montre aux Jeux d'Asie du Sud-Est
- 2020
  -  Champion de Thaïlande du contre-la-montre espoirs
  - 2e du championnat de Thaïlande du contre-la-montre
  - 3e du championnat de Thaïlande sur route
- 2021
  -  Champion de Thaïlande du contre-la-montre espoirs
  - 3e du championnat de Thaïlande sur route
- 2022
  - 2e étape du Masters Tour of Chiang Mai
  - 3e du Masters Tour of Chiang Mai
- 2023
  - 3e du championnat de Thaïlande du contre-la-montre
- 2024
  -  Champion de Thaïlande sur route
  -  Champion de Thaïlande du contre-la-montre
  - 8e étape du Tour of Lanna
  - 2e du Tour de Thaïlande
  - 3e du Tour de CMU
  - 3e du Tour of Lanna
- 2025
  - 3e du championnat de Thaïlande du contre-la-montre

### Classements mondiaux
| Année                                 | 2018 | 2019  | 2020 | 2021 | 2022  | 2023 | 2024 |
| ------------------------------------- | ---- | ----- | ---- | ---- | ----- | ---- | ---- |
| Classement mondial                    | 876e | 1680e | 307e | 906e | 1175e | 409e | 465e |
| UCI Asia Tour                         | 102e | 139e  | 6e   | 30e  | 80e   | 18e  | 15e  |
|                                       |      |       |      |      |       |      |      |
| Légende : nc = non classéSource : UCI |      |       |      |      |       |      |      |